# Distretto di Doda
Il distretto di Doda è un distretto del Jammu e Kashmir, in India, di 690 474 abitanti. È situato nella divisione del Jammu e il suo capoluogo è Doda.